# آبفشان

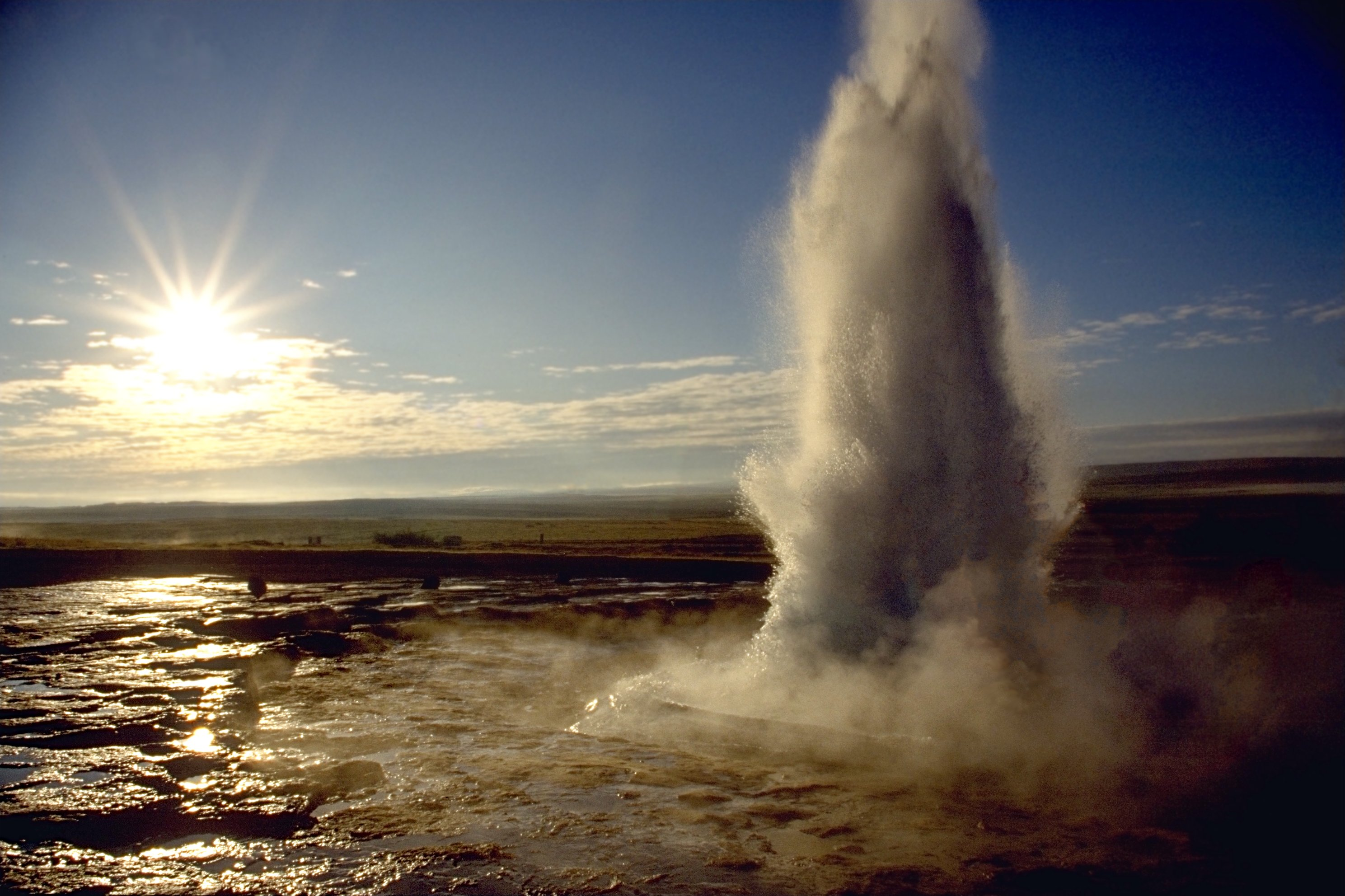
آب‌فشان استروکر در ایسلند

آبفشان (به انگلیسی: Geyser) چشمهٔ آب گرمی است که در فاصلۀ زمانی معین آب داغ را با شتاب زیادی به بیرون پرتاب می‌کند. یکی از مراکز آبفشان‌های جهان پارک ملی یلوستون است.
علت پدید آمدن آبفشان شرایط خاص هیدروژئولوژی است. این پدیده تنها در چند مکان بر روی زمین اتفاق می افتد و در واقع پدیده‌ای به نسبت نادر به شمار می‌رود. همۀ مناطق دارای آبفشان‌ها در نزدیکی مناطق آتشفشانی فعال قرار دارند و دلیل شکل‌گیری آن‌ها نزدیک بودن به ماگما هاست.
در فرایند شکل‌گیری این پدیده، آب روی سطح زمین خود را به ژرفای متوسط حدود ۲۰۰۰ متر (۶۶۰۰ فوت) می‌رساند و در آن جا در تماس با صخره‌های داغ قرار می‌گیرد. جوش آمدن آبی که تحت فشار قرار گرفته است، باعث تولید آبفشان و افشانه بخار داغ از دریچه سطح آبفشان، یعنی انفجار هیدروترمال (گرمابی) می‌شود.